# Streets of Philadelphia
〈Streets of Philadelphia〉는 HIV/AIDS를 다루는 초기 주류 영화인 톰 행크스가 주연을 맡은 1993년 영화 《필라델피아》를 위해 미국의 록 싱어송라이터 브루스 스프링스틴이 작사, 작곡한 노래이다. 1994년 컬럼비아 레코드에 의해 싱글로 발매된 이 노래는 오스트리아, 캐나다, 프랑스, 독일, 아이슬란드, 아일랜드, 이탈리아, 노르웨이를 포함한 많은 나라에서 히트를 쳤고, 싱글 차트에서 1위를 차지했다. 미국에서, 이 싱글은 빌보드 핫 100에서 9위로 정점을 찍었고, 스프링스틴의 12번째이자 가장 최근의 톱 10 히트곡이 되었다.

## 배경 및 발매
1993년 초, 《필라델피아》 감독 조너선 데미는 스프링스틴에게 자신의 영화를 위한 노래를 작곡해 달라고 부탁하면서, "나는 쇼핑몰에서 재생되기를 원한다"고 덧붙였다. 스프링스틴은 "음, 전 관심이 있어서, 당신을 위한 노래를 생각해 내고 싶습니다. 시간을 좀 주면 보겠지만, 약속할 수는 없습니다"라고 대답했다. 스프링스틴은 "나는 점수를 별로 잘하지 못합니다"라고 덧붙이며 회상했다.
1992년~1993년 월드 투어가 끝난 후 1993년 8월 말, 스프링스틴은 캘리포니아주 베벌리힐스에 있는 스릴 힐 레코딩에서 그의 완성된 노래의 데모를 녹음했으며, 모든 악기를 포함했다. 그는 나중에 데미에게 테이프를 보냈으며, 데미는 "나와 아내는 앉아서 그것을 듣고 있었고, 우리는 말 그대로 마지막에 울고 있었다"고 말했다. 한편, 백 보컬은 토미 심스(〈Other Band〉)에 의해 추가되었다.
1993년 10월, 스프링스틴은 로스앤젤레스의 A&M 스튜디오에서 심스, 오넷 콜먼이 색소폰으로, 그리고 지미 스콧이 보컬로 이 노래를 녹음했다. 밥 클리어마운틴이 믹싱하여 사운드트랙에 포함되었고, 비디오가 녹음되었다. 12월 중순, 스프링스틴은 스콧을 없애기 위해 일부 비디오 장면을 다시 촬영하면서 8월부터 비디오를 자신의 집 데모로 대체했다. 4인조 콤보 버전은 톰 행크스가 덴절 워싱턴의 사무실을 떠날 때 영화의 짧은 장면에서 들을 수 있지만, 오프닝 크레딧을 놓고 연주하는 것은 스프링스틴 혼자였다.
〈Streets of Philadelphia〉는 1994년 2월 11일에 발매되었다. 스프링스틴이 노래를 부르고 심스와 함께 모든 악기를 백 보컬로 연주하는 이 영화의 오리지널 사운드 트랙의 첫 번째 싱글이다.
이 곡은 전 세계적인 차트 성공을 거두었다. 〈Streets of Philadelphia〉는 미국보다 유럽에서 더 큰 인기를 얻었다. 빌보드 핫 100 차트에서 9위로 정점을 찍었지만, 독일, 프랑스, 오스트리아에서 1위 싱글이 되었다. 영국에서 2위로 정점을 찍었고, 영국에서 스프링스틴의 최고 차트 히트곡이 되었다. 이 곡은 오스트레일리아에서 4위에 올랐고, 아일랜드에서 5주 동안 1위를 했다.

## 곡 목록
- CD, 7인치 및 카세트 싱글

1. "Streets of Philadelphia" – 3:15
2. "If I Should Fall Behind" – 4:43

- CD 맥시 및 맥시 카세트

1. "Streets of Philadelphia" – 3:15
2. "If I Should Fall Behind" – 4:43
3. "Growin' Up" – 3:13
4. "The Big Muddy" – 4:11

## 인증
| 국가                                                            | 인증        | 판매량/출하량 |
| --------------------------------------------------------------- | ----------- | ------------- |
| 오스트레일리아 (ARIA)                                           | 3× 플래티넘 | 210,000       |
| 오스트리아 (IFPI 오스트리아)                                    | 골드        | 25,000*       |
| 브라질                                                          | —           | 100,000       |
| 덴마크 (IFPI Danmark)                                           | 골드        | 45,000        |
| 프랑스 (SNEP)                                                   | 골드        | 250,000*      |
| 독일 (BVMI)                                                     | 골드        | 400,000       |
| 이탈리아 (FIMI)                                                 | 골드        | 25,000*       |
| 노르웨이 (IFPI 노르웨이)                                        | 골드        |               |
| 영국 (BPI)                                                      | 플래티넘    | 600,000       |
| 미국 (RIAA)                                                     | 플래티넘    | 1,000,000     |
| *판매량을 기반으로 한 인증 · 판매량+스트리밍을 기반으로 한 인증 |             |               |